# Градиште (район Рокицани)
Градиште (чеш. Hradiště, бывш. нем. Hradischt) — муниципалитет на западе Чешской Республики, в Пльзенском крае. Входит в состав района Рокицани.
Один из самых малонаселённых муниципалитетов Чехии.

## География
Расположен на крайнем северо-востоке района, на реке Бероунка, в 26 км к северо-востоку от города Рокицани и в 34,5 км к северо-востоку от Пльзени.
Граничит с муниципалитетами Чила (с востока), Подмокли (с юга) и Звиковец (с запада), а также с муниципалитетами Слабце (с севера) и Гржебечники (с северо-востока) района Раковник.
От Градиште два раза в день по будним дням ходит автобус до Млечице.

## История
Первое письменное упоминание датируется 1318 годом, хотя, судя по раскопкам, поселение гораздо старше. Имеется часовня первой половины XIX века в стиле позднего барокко.

### Изменение административного подчинения
- 1850 год — Австрийская империя, Богемия, край Прага, политический район Горжовице, судебный район Збирог;
- 1855 год — Австрийская империя, Богемия, край Прага, судебный район Збирог;
- 1868 год — Австро-Венгрия, Цислейтания, Богемия, политический район Горжовице, судебный район Збирог;
- 1896 год — Австро-Венгрия, Цислейтания, Богемия, политический район Рокицани, судебный район Збирог[5];
- 1920 год — Чехословацкая Республика, Пльзеньская жупания[чеш.], политический район Рокицани, судебный район Збирог;
- 1928 год — Чехословацкая Республика, Чешская земля, политический район Рокицани, судебный район Збирог
- 1939 год — Протекторат Богемии и Моравии, Богемия, область Пльзень, политический район Рокицани, судебный район Збирог[6]
- 1942 год — Протекторат Богемии и Моравии, Богемия, область Пльзень, политический район Пльзень-село, судебный район Збирог[7]
- 1945 год — Чехословацкая Республика, Чешская земля, административный район Рокицани, судебный район Збирог[8]
- 1949 год — Чехословацкая республика, Пльзеньский край, район Рокицани[9]
- 1960 год — ЧССР, Западно-Чешский край, район Рокицани
- 2003 год — Чехия, Пльзеньский край, район Рокицани, ОРП Рокицани

## Население
| Год  | Численность | Численность |
| ---- | ----------- | ----------- |
| 1869 | 179         | [ 10 ]      |
| 1880 | 156         | [ 10 ]      |
| 1890 | 148         | [ 10 ]      |
| 1900 | 162         | [ 10 ]      |
| 1910 | 189         | [ 10 ]      |
| 1921 | 167         | [ 10 ]      |
| 1930 | 143         | [ 10 ]      |
| 1950 | 103         | [ 10 ]      |
| 1961 | 82          | [ 10 ]      |
| 1970 | 67          | [ 10 ]      |
| 1980 | 39          | [ 10 ]      |
| 1991 | 41          | [ 10 ]      |
| 2001 | 29          | [ 10 ]      |
| 2014 | 33          | [ 11 ]      |
| 2016 | 32          | [ 12 ]      |
| 2017 | 30          | [ 13 ]      |
| 2018 | 30          | [ 14 ]      |
| 2019 | 36          | [ 15 ]      |
| 2020 | 36          | [ 16 ]      |
| 2021 | 36          | [ 17 ]      |
| 2022 | 35          | [ 18 ]      |
| 2023 | 46          | [ 19 ]      |
| 2024 | 46          | [ 20 ]      |
| 2025 | 49          | [ 3 ]       |

По переписи 2011 года в деревне проживало 28 человек (25 чехов и 3 не указавших национальность, в 2001 году — все чехи), из них 17 мужчин и 11 женщин (средний возраст — 57,8 года). 
Из 27 человек старше 14 лет 2 человека были необразованными, 6 имели базовое (в том числе неоконченное) образование, 14 — среднее, включая учеников (из них 5 с аттестатом зрелости) и 4 — высшее (3 магистра).
Из 28 человек 10 были экономически активны (в том числе 3 безработных и 3 работающих пенсионера), 17 — неактивны (13 неработающих пенсионеров, 1 рантье, 1 иждивенец и 2 учащихся).
Из 7 работающих 2 работали в сельском хозяйстве, 1 — в информатике и связи и 1 занимался риэлторской, научно-технической и административной деятельностью.